# Nationaal park Alta Murgia
Nationaal park Alta Murgia (Italiaans: Parco nazionale dell'Alta Murgia) is een nationaal park in Italië, gesticht in 2004. Het ligt in de Zuid-Italiaanse provincie Bari (regio Apulië) met het hoofdkantoor in Gravina in Puglia. De oppervlakte bedraagt 677,39 vierkante kilometer. 

## Flora en fauna
Het milieu is in de loop der eeuwen zo veranderd in dit park dat het moeilijk is vast te stellen wat de oorspronkelijke vegetatie is. De vele milieuveranderingen hebben ook gevolgen gehad voor de fauna, waarbij verschillende soorten in het gebied zijn uitgestorven zoals de wolf, de wilde kat en de aasgier.
De vegetatie bestaat uit (dwerg)bomen, heide en graslanden, kenmerkend voor een Zuid-Europees 'scrubland', en daarnaast uit verschillende soorten schimmels, korstmossen en mossen. Er zijn 500 plantensoorten aangetroffen, oftewel 25% van de nationale flora. Voorbeelden zijn diverse orchideeënsoorten (onder andere Ophrys mateolanaen en als boomsoorten Quercus pubescens, Quercus ilex, Quercus cerris, Quercus trojana, Quercus coccifera en Quercus frainetto.
In het gebied leven 75 vogelsoorten, waaronder verschillende roofvogels, waarvan in het bijzonder de bedreigde Falco naumanni vermeldenswaard is. Verder zijn er zeven soorten amfibieën, onder andere Triturus italicus, Bufo viridis, Hyla intermedia en de voor de Apennijnen endemische soort Bombina pachypus, en verscheidene reptielensoorten, onder andere Cyrtopodion kotschyi en Elaphe situla. Er komen zeker zoogdiersoorten voor maar de omvang en precieze samenstelling is niet goed bekend.

## Geologie
Geologisch is het gebied interessant vanwege het karstgebergte.

## Archeologie en prehistorie
Het gebied is archeologisch de moeite waard, onder andere door het voorkomen van speciale onderkomens voor herders. Bovendien is het gebied vindplaats van de 'mens van Altamura', een menselijk skelet dat goed geconserveerd is en 150.000 jaar oud is.